# Група ненависті
Група ненависті, Група ворожнечі, Колектив ненависті (англ. Hate group) — колектив, або організація, що розпалює ненависть (в тому числі за допомогою брехні) до певних категорій людей за ознакою їх національності, релігії, раси тощо, виправдовуючи застосування до них насильства і стверджуючи свою «вищість». Діяльність групи ненависті (ГН) ґрунтується на спільній антипатії до людей однієї або кількох інших рас, релігій, національностей тощо. Одна лиш присутність нетерпимих учасників у такій групі чи організації, переважно, не є достатньою для визначення її як ГН. Така група повинна мати певну спрямованість (/мету) ненависті.

## Онтологія
У своєму становленні ГН, переважно, проходить кілька принципових етапів, котрі можна умовно назвати: об'єднанням, ритуалізацією, внутрішнім спілкування, зовнішнім спілкуванням, розпалюванням, дрібним нападом, великим нападом, завершальним нападом, наслідками.
Об'єднання — перша фаза створення ГН, без якої неможливий весь подальший розвиток групи. Окремі особи через різні соціальні зв'язки — контакти в побуті, на роботі, в Інтернеті тощо виявляють спільність окремих ненависних поглядів серед інших осіб, та створюють разом із ними добровільне товариство. В межах цього товариства обмін ненависницькими думками, переважно приводить до початку їх поступової радикалізації. Як правило, учасники, загалом, усвідомлюють неприйнятність їх поглядів на рівні ширшого соціуму, тому намагаються зберігати свою спілку в таємниці. На цій стадії, учасники ще на довіряють повністю один-одному, і якраз в цьому випадку поступова ескалація висловлювань служить інструментом встановлення такої довіри. На цьому перший етап завершується
Ритуалізація — друга фаза розвитку ГН. В цей час, в середині групи формуються певні поведінкові норми і звичаї взаємодії. Можуть з'являтися «реперні історії» коли учасники повторюють один одному певні повідомлення про те наскільки поганими є об'єкти їх ненависті, яку вони «справедливо» заслужили своїми «жахливими» справами. Формується певні «таємні знання» посідання яких ще більше віддаляє учасників групи від сторонніх і посилює відчуття єдності. Можуть з'являтись ритуали «посвячення» нових учасників, які, часто, мають жорстокий характер, або передбачають скоєння певних злочинних дій, які посилюють зв'язок із групою. Інколи, в розвинених і агресивних спільнотах, крім таких ритуалів вступу, можуть додаватись і погрозливі умови залишення групи, навіть загрози каліцтва і вбивства. В цей час, переважно, відбувається певна форма візуальної символізації колективу — з'являються емблеми, поєднання кольорів тощо, які часто, мають історичне коріння. Такі символи інколи мають на меті своїм виглядом та асоціаціями викликами страх у об'єктів ненависті або опонентів світогляду групи (свастики, черепи, темні ангели тощо, або різні форми їх стилізації та переінтерпретації).

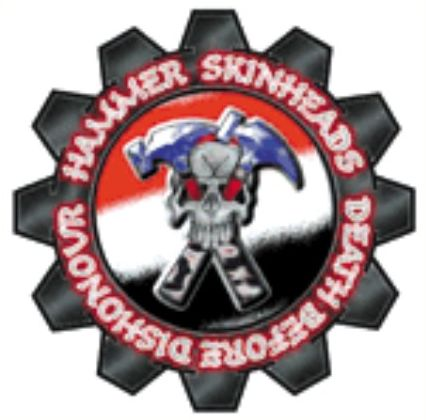
Скінхедська емблема групи з зображенням черепів та написом: “Смерть краще безчестя”
Емблема польських націоналістів. Заборонена орг. “Football Against Racism in Europe”.
Трикутна емблема Ку-Клукс-Клану
Символ рятівного руху “American Front”
"Мертва голова" - популярний символ неонацистських груп
"Стріловий хрест" — символ угорських нацистів

Внутрішні розмови — це стадія формування ГН, під час якої відбувається обмін думками між учасниками, протягом якого ставиться під сумнів можливість діючих владних структури протидіяти «злу» що виходить від об'єку(ів) ненависті. В зв'язку із цим, зароджуються думки про потребу власних практичних кроків. На цій стадії, решта членів суспільства (не учасники колективу ненависті), сприймаються як слабкі та негідні спілкування, через свою аморфність та небажання бачити і реагувати на проблему. Триває посилення напруги всередині ГН, котра починає спонукати її до взаємодії із зовнішнім світом та об'єктом, який вже сприймається як очевидний ворог. Суспільство, що байдуже ставиться до «небезпеки», сприймається як жертва обману, який треба подолати.
Зовнішні розмови — стадія розвитку ГН, коли група робить спроби вийти за рамки свого внутрішнього дискурсу та представити його ширшому загалу. Спочатку це відбувається в умовах буденного побуду — в вуличних розмовах, кав'ярнях, серед інших колективів. Члени ГН можуть брати участь у різного роду протестах чи акціях, організованих іншими організаціями де вони можуть пробувати поширювати свої погляди за допомогою плакатів або вигуків. Таким чином відбувається апробація світогляду групи в публічній сфері та вивчення його мобілізаційного потенціалу. Переконаність у власній правоті, спонукає учасників ГН до думки що вони можуть оскаржувати інших не будучи оскарженими самі. Для адаптації свого світогляду для цілей його презентації ширшій публіці, він може частково модифікуватись відповідно до об'єктивних проблем всього суспільства — наприклад об'єкти ненависті можуть звинувачуватись і перебиранні робочих місць у корінних мешканців.
Розпалювання — передбачає перший досвід безпосереднього зіткнення із об'єктом(ми) ненависті. На цій стадії взаємодія відбувається без прямого фізичного контакту — за допомогою жестів, демонстрації написів, символів тощо. Мета полягає у тому щоб ранити і деморалізувати об'єкт, викликати в нього духовний занепад. В даному випадку може мати місце і бажання спровокувати об'єкт на дії у відповідь, які б виправдали подальше насилля над об'єктом ненависті як «самозахист». З іншого боку, брак реакції з боку об'єкту ненависті сприймається як його слабкість та заохочує ГН до подальшого загострення.
Дрібний напад — перший етап безпосередньої фізичної агресії. Дрібні напади можуть полягати у розбиванні вікон, дряпанні автомобілів, розсилці неприязних повідомлень, штовханні об'єктів ненависті. На цьому етапі нападники не використовують зброю, а скоріше, випробовують владні інституції на їх реакцію. Щоб гарантувати власну безпеку нападники організовуються у групи, котрі кількісно значно переважають об'єкти нападу (який може складатись і з поодинокої особи). Успішний досвід такого роду веде до більшої відкритості дій, а отримані емоції спонукають до продовження.
Основний напад — наступний етап відкритої агресії, характерний підвищенням ступеню фізичного насилля. До жертв застосовуються удари руками і ногами, значно більшої шкоди зазнає нерухомість. Починає з'являтись зброя, така як ножі, кислота, горючі матеріали. Жертви можуть отримати переломи кісток, порізи тощо та вимагають госпіталізації.
Завершальний напад — кульмінаційний етап діяльності ГН, що має на меті остаточне знищення об'єкту ненависті. Для досягнення цієї мети використовують різні види засобів — вогнепальну зброю, отруйні речовини, вибухові пристрої тощо. Члени ГН переживають відчуття власної сили та сповнення місії. Емоції досягають рівня готовності вбивати. Вбивства, якщо такі мають місце, супроводжуються переживанням власної потуги і всемогутності.
Наслідки — це остання фаза діяльності ГН. На першому етапі вона, на певний короткий час, може мати вигляд переживання радості, після якої виникає питання про подальші дії та зміст існування ГН. При наявності інших цілей, та відсутності будь-якої серйозної протидії, активність перенаправляється на них — таким чином цикл насильства триває. У випадку втручання поліції та арешту, учасники ГН можуть стати об'єктами зацікавлення масмедіа і використати це для власної героїзації та створення «образу мучеників». В подальшому, ГН може розпастись, або зникнути, а її учасники лише час від часу збиратись для спогадів про колишню діяльність. Можливий також варіант усвідомлення (принаймні окремими членами) злочинності своїх дій і спроб здійснити певні компенсаційні дії.

## Психологія

### Структура
Психологічні підстави котрі формують поведінку учасників ГН є предметом досліджень та не мають однозначного тлумачення. Різні особи можуть долучатись до таких груп з різних причин, серед яких і насильство перенесене у ранньому віці в сім'ї і низька самооцінка, відчуття незахищеності тощо. Проте, такі та інші можливі мотиви, відіграють роль лише на першому етапі, коли особа знаходиться на порозі долучення до ГН. В подальшому, її діяльність та логіка функціонування всієї групи, зазнають суттєвого впливу психології групової взаємодії. Вона характерна двоякою мотивацією — з одного боку «внутрішньо-груповою прив'язаністю» (бажанням робити позитивний внесок у власну групу), а з іншого боку «зовні-груповою ненавистю» (бажанням зашкодити чужим групам). В загальному, особи, які входять до ГН мотивуються переважно «внутрішньо-груповою прив'язаністю», яка особливо характерна в період, коли група не залучена у конфлікт з іншими. Крім того, зосередженість на собі може служити певним запобіжником від надмірної конфліктності, а також, часто приводить групу до втрати особливого інтересу до протистояння та діяльності у сфері «зовні-групової ненависті». Товариства, які згуртовані навколо свого роду морального коду, швидше та інтенсивніше демонструють «зовні-групову ненависть», якраз внаслідок їх сильнішого переживання «внутрішньо-групової прив'язаності».
Конфліктна матриця, в якій діють групи ненависті, може мати «реалістичну» та «символічну» природу. В першому випадку, діяльність ГН концентрується на боротьбі за ресурси — заробітні плати, робочі місця, території тощо, котрі, на думку учасників ГН, «несправедливо» присвоєні або поділені об'єктами нападу. В другому випадку, діяльність концентрується на символічних, ідеологічно-метафізичних категоріях — світогляді, релігії, культурній приналежності тощо. Така конфліктна основа може мати значний потенціал ескалації, з огляду на те, що прагне зруйнувати ідентичність, що, за дослідженнями вчених, може сприйматись організмом на такому ж рівні як фізичний напад і викликати гостру зворотну реакцію. Дуже часто «реалістична» та «символічна» природи змішуються, інтегруються одна в одну, утворюючи світоглядну програму ГН.

### Реабілітація
Нейтралізація агресивної діяльності ГН та реабілітація її членів, пов'язана із стадією на якій знаходиться група. Найбільш сприятливим для втручання є період, коли ГН проходить етап словесного обміну і ще не перейшла до практичного насильства. Міцна організованість групи значно ускладнює її психологічну нейтралізацію. Оскільки зв'язок членів ГН, часто ґрунтується на відчутті власної особистої незахищеності, робота із нейтралізації цього відчуття, може значно послабити напругу та знизити зацікавленість в участі у ГН. Важливим є також робота над гуманізацією образу об'єкту(ів) ненависті